# Pouilly-le-Monial
Pouilly-le-Monial era una comuna francesa situada en el departamento de Ródano, de la región de Auvernia-Ródano-Alpes, que el uno de enero de 2017 pasó a ser una comuna delegada de la comuna nueva de Porte-des-Pierres-Dorées al unirse con la comuna de Liergues.

## Demografía
| Gráfica de evolución demográfica de Pouilly-le-Monial entre 1800 y 2014 |
|                                                                         |

Los datos demográficos contemplados en este gráfico de la comuna de Pouilly-le-Monial se han cogido de 1800 a 1999 de la página francesa EHESS/Cassini, y los demás datos de la página del INSEE.